# 吉哈德
吉哈德（阿拉伯語：جهاد，[dʒiˈhæːd]），是伊斯兰教及穆斯林世界常用的宗教术语，出自阿拉伯语词根“jahada”，即“作出一切努力”或“竭力奋争”之意。其字面的意思并非“神圣的战争”（Holy war）。
吉哈德这个阿拉伯词和“圣战”这两个字并不是对应的，而是包含了很多的意思。首先，它的意思就是“努力”，而且在《古兰经》的很多章节里都被描述成在寻找安拉的路上“与自己‘道德上’的斗争”。《古兰经》中没有出现“神圣”和“战争”这两个词的结合，在伊斯兰教的理解中，战争不可能是“神圣”的。（注：参考Hans Küng的研究文章，译者张膑心。）

## 在伊斯蘭中的詞義
吉哈德是指「奮鬥、努力」的意思，有少數什葉派及穆斯林將之視為五功之後的「第六功」。吉哈德的廣義被界定為「運用己身最大限度的力量、努力、財力及能力對付不被認可的事物」。不被認可的事物可指敵人、魔鬼及私慾，故可劃分為不同種類的吉哈德。吉哈德一詞如果不是用作修飾詞，一般被理解為軍事層面上的意思。吉哈德又可指一人對追求宗教及道德完善的鬥爭。特別是什葉派及蘇非主義的穆斯林權威人士將吉哈德分為「大吉哈德」及「小吉哈德」，「大吉哈德」是指精神上的自我完善，「小吉哈德」則指戰事。
在伊斯蘭法學裡，軍事上吉哈德常指對非穆斯林採取的軍事行動，以保衛及捍衛伊斯蘭為目的，視為被壓迫下的最後選擇，但戰爭方式則受許多道德條件的約束。吉哈德是伊斯蘭法律裡唯一容許使用的戰爭詞形，穆斯林可對路霸、暴力團體及攻擊伊斯蘭教的非穆斯林領袖及國家等發動聖戰。大部分的穆斯林會把吉哈德理解為聖戰。

## 含义
一般认为“圣战”分三个层次。
- 最高一层：心的圣战，或者自我的圣战。这是获取正确信条和从自我中去除有关这一信条的所有疑惑和误解的内在奋争，是对信徒所吩咐的命令和禁令。它进一步包括从灵魂中清除低级欲望和获得高尚的品质，其目标是至仁至善。
- 次级一层：舌的圣战，或者言语的圣战。这是针对邪恶以及错误的信念和行动的奋争（多称为『劝善戒恶』）。[6]。
- 最底层的形式是那消耗生命和财产的、手的或者剑，在自己的生命受到威胁的情况下处于自我防卫而进行的圣战。

大多数学者认为，把Jihad 翻译成汉语“圣战”是极不准确的。 他的本意为“努力”“奋斗”的意思，而不是战争本身。 伊斯兰学者都将“吉哈德”分为“大吉哈德”和“小吉哈德”。 为抵抗侵略而战叫小吉哈德，奉主命成为安拉喜悦的人，叫“大吉哈德”，大吉哈德就要仁慈，就要有爱心，就要尊重生命，就要关爱他人。

## 学者阐述的现代意义
伊斯兰学者哈西米（S. Hashmi）在他对伊斯兰战争与和平伦理的讨论中指出，尽管“圣战”和西方的“正义战争”分属不同的传统，但它们之间的“共同之处远多于分歧之处”：“和正义战争一样，早期的伊斯兰理论家设想圣战是为了尽量减少战争的理由，以此增加和平的可能。和正义战争一样，圣战是建立在这样一种信念上的，那就是社会与社会间的关系应当是平等的，应当免遭不断的、破坏性战争的涂炭。”哈西米对圣战的解释与其说是在描述现实情况，还不如说是在努力沟通伊斯兰战争观和世界性的现代化战争观之间的联系。哈西米承认，圣战的和平是一种在穆斯林“社会与社会间”的关系，至于这一关系如何扩展到现代意义的国家与国家的关系，即意味着对伊斯兰传统思想的挑战。值得一提的是，根据古代伊斯兰教学者制定的世界观，社会分为伊斯兰之舍（阿拉伯語：الدارالاسلام）与战争之舍以及议和之地。
当今西方世界频繁遭受伊斯兰圣战者的恐怖袭击，不过西方對中東的不當外交政策更勝於來自媒体对伊斯蘭教義的片面解讀。有极端份子以圣战的名义搞极端主义，受到了伊斯兰世界絕大多數学者的谴责，认为凶手曲解伊斯蘭精神。中国学者陈嘉厚等人撰写的《现代伊斯兰主义》提到，“圣战”有“用心、用舌、用手、用剑”之分。用心是指信徒不断同自己内心的邪恶意念作斗争，净化心灵，虔信真主；用舌、用手是指信徒发表演说，规劝辩论，著书立说；用剑仅仅是指为了处于自我防卫而拿起武器。

## 外部連結
- 古蘭經分類選譯　動員聖戰 （页面存档备份，存于），islam.org.hk。